# Klaskino
Klaskino (Kłasḵ’inux̱w), pleme iz grupe Koskimo Indijanaca, ogranak Kwakiutla, naseljen na Klaskino Inletu, odnosno u kraju sve od poluotoka Brooks Peninsula pa do oko 6 milja južno od Quatsino Sounda, uključujući Klashkish i Klaskino Inlet, te vodene pritoke koji se ulijevaju u njih. 
Klaskino su danas nestali kao samostalna grupa, a posljednja osoba koja se zabilježila kao Klaskino bio je "Skookum Jim" (poznat i kao "Jim Culteetsum"), umro negdje 1940. godine. 
Klaskini su prvi puta opisani 1867. od nekog E.A. Porchera koji je bio na brodu  'H.M.S. Sparrowhawk' . za njih kaže da su maleno pleme koje će uskoro nestati, te da ih ima tek oko 40, od čega svega 12 odraslih muškaraca. Nadalje izvještava da su bilingualni, i da govore uz kwakwala i jezik plemena Kyuquot, jednog od plemena saveza Aht. Godine 1888 posljednji puta su popisani, a broj im je iznosio svega 13. Za ovu šaku ljudi Komisija za rezervate izdvojila je 3 malene rezerve, od kojih se jedna ("Tse-oom-kas") nalazila na Klaskino Inletu, u kojemu je bio dom za njih 14 u dvije kuće. Smrću posljednjeg Klaskina, Jim Culteetsuma (1940) pleme je potpuno nestalo.
Njihovi ostali rezervati, Te.laise na Brooks Bayu, utemeljen 1889 kao Klaskino I.R. No. 1, ukinut je   od Kraljevske komisije za indijanske poslove, dok je na trećem Klas.kish, danas naseljeno pleme Quatsino.

## Vanjske poveznice
- Kwakiutl Indian Tribe History